# 780
780 (DCCLXXX) je bilo prestopno leto, ki se je po julijanskem koledarju začelo na soboto.

## Dogodki
- 1. januar

## Rojstva
- al-Hvarizmi, arabski matematik, astronom, geograf († 850)
- Hraban Maver, nemški (frankovski) teolog in učenjak († 856)

## Smrti
- Leon IV. Hazar, cesar Bizantinskega cesarstva (*750).
- Himiltruda, prva žena Karla Velikega in mati Pipina Grbastega (* okoli 742)